# Scaposerixia pubicollis
Scaposerixia pubicollis är en skalbaggsart som först beskrevs av Maurice Pic 1932.  Scaposerixia pubicollis ingår i släktet Scaposerixia och familjen långhorningar. Inga underarter finns listade i Catalogue of Life.